# Placenta (botanique)
Cet article concerne la botanique. Pour l'organe des mammifères, voir Placenta.

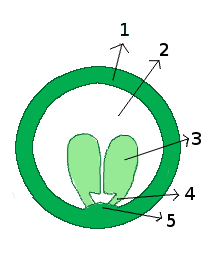
Placentation marginale. Légende : 1/ paroi de l'ovaire. 2/ loge. 3/ ovule. 4/ funicule. 5: placenta.

Chez les Spermatophyta, le placenta est un renflement de la paroi du carpelle de l'ovaire où s'attache un ovule. Ce tissu très vascularisé de la marge carpellaire sert d'intermédiaire assurant, à partir de la plante-mère, la nutrition de l'ovule puis de l'embryon qui se développe dans la graine.
La placentation correspond au mode d'insertion des ovules : elle peut être axile, pariétale, basale, marginale, centrale ou laminale. Cette disposition des ovules est un caractère important dans la description des grands groupes de plantes, utilisé souvent, par exemple, dans la distinction des familles botaniques.

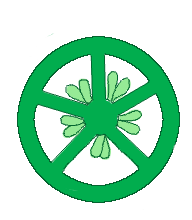
Placentation axile
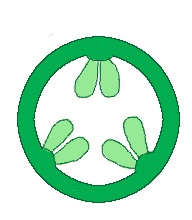
Placentation pariétale
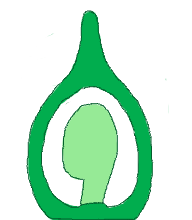
Placentation basale
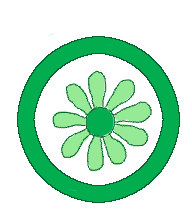
Placentation centrale
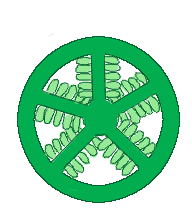
Placentation laminale

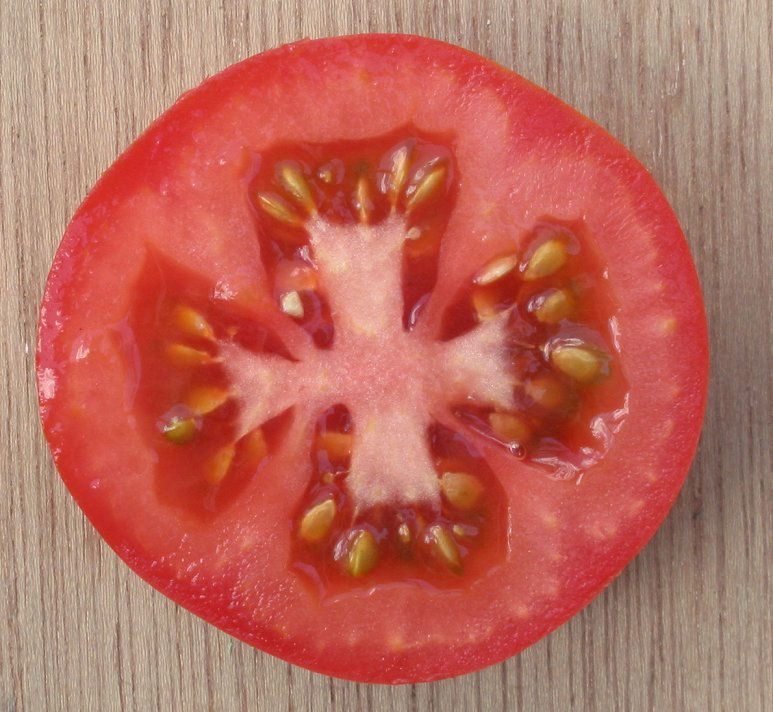
Placentation axile
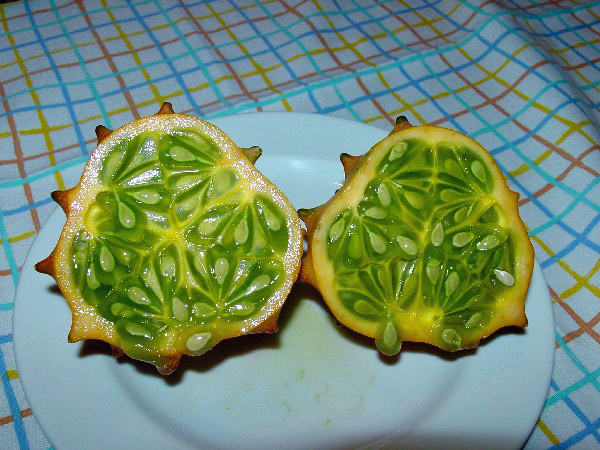
Placentation pariétale
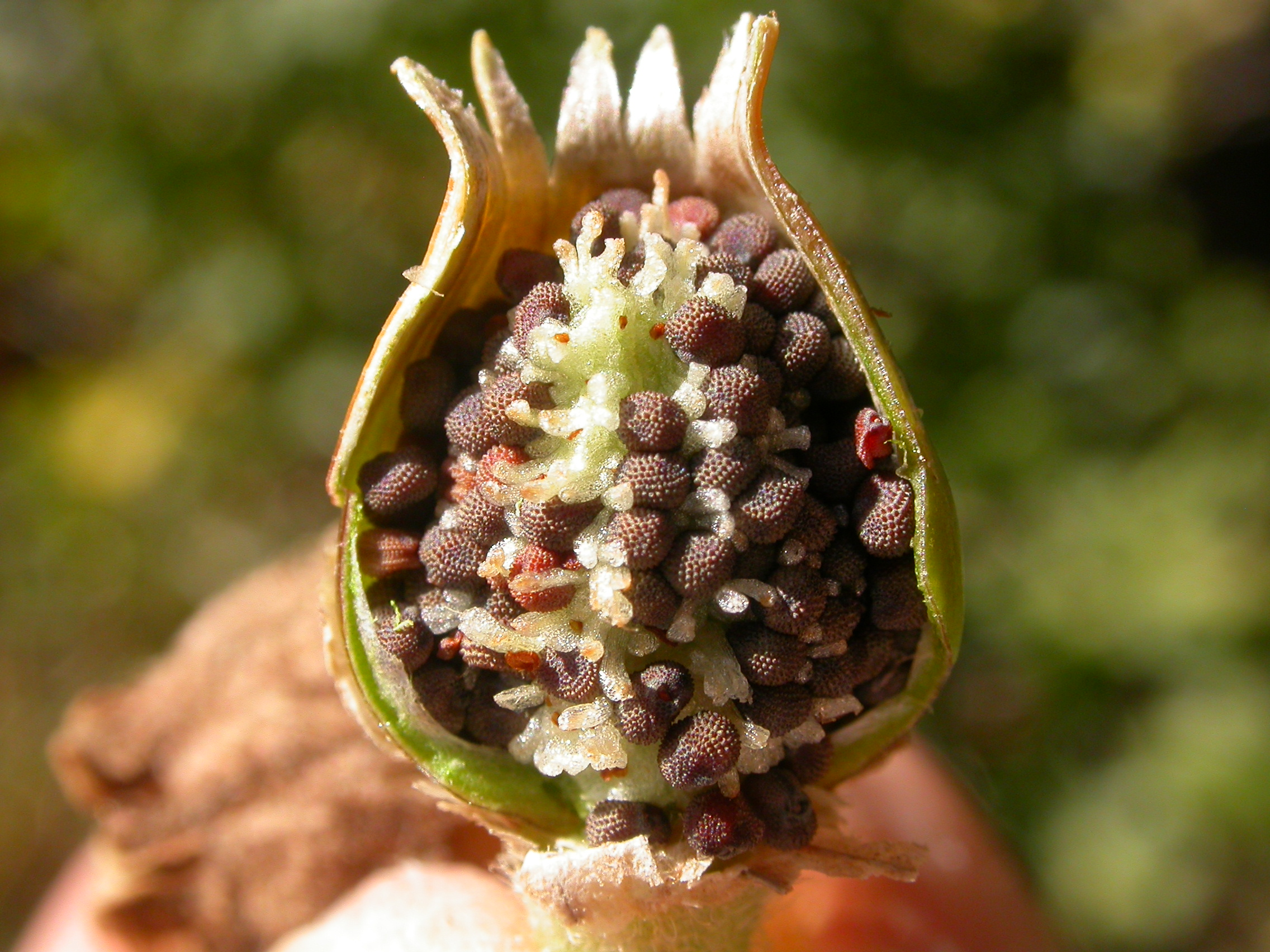
Placentation centrale